# Черняк Євген Олександрович
Євген Олександрович Черняк (нар. 12 квітня 1969, Запоріжжя, УРСР) — бізнес-коуч, бізнесмен, № 30 за статками серед найбагатших людей України за версією журналу Forbes-Україна, голова наглядової ради холдингу Global Spirits.
Напередодні 24 лютого 2022 року покинув територію України.

## Життєпис
Народився у Запоріжжі, 1995 року закінчив Запорізький машинобудівний інститут, факультет «машини і технологія ливарного виробництва», Запорізький національний університет за спеціальністю «фінанси». З 2012 року проживає в США.

### Кар'єра
Почав займатися бізнесом під час навчання у виші, 1990 року відкрив ларьок, протягом першого місяця заробив 1 тис. $, за 1,5 року Черняк мав 17 ларьків. 1995 року Черняк з партнером відкрив гуртову компанію.
- З 1997 року працював юристом-консультантом у ПП «Сервіс-Юр».
- 1998—2002 — засновник і генеральний директор Торгового дому «Мегаполіс».
- 2002 — постійний голова ради засновників компанії «Мегаполіс».
- 2003 року збудував у Запоріжжі лікеро-горілчаний завод, де виготовляли горілки «Хортиця».
- У грудні 2007 року ТД «Мегаполіс», ЛГЗ «Хортиця» і Одеський коньячний завод об'єднали в холдинг Global Spirits AMG-77, станом на 2018 рік, алкогольний бізнес Черняка контролював 18 % алкогольного ринку України[4].
- У березні 2011 року компанія Черняка придбала російський лікеро-горілчаний завод «Русский север», витративши на купівлю й модернізацію 20—25  млн $.
- 2007 — ТД «Мегаполіс», ЛГЗ «Хортиця» і Одеський коньячний завод об'єдналися у єдиний холдинг Global Spirits.
- У 2010 році відкрито представництво Global Spirits у США.
- З 2018 — ведучий YouTube-каналу Big Money.[5]

## Розслідування

### Україна
За даними СБУ, протягом 2022 року підпорядковані Черняку підприємства перерахували до бюджету Росії близько 6 млрд у гривневому еквіваленті лише у вигляді сплати податків і зборів. Холдинг Global Spirits звинувачували у проведенні закупівель в Росії, зокрема, промислових обсягів спирту через фірми у Центральній Азії та Південному Кавказі.
29 грудня 2023 року СБУ повідомили Черняку та шести менеджерам його компаній про підозру за ч. 2 ст. 28, ст. 111-2 ККУ (пособництво державі-агресору, вчинене за попередньою змовою групою осіб). Сам Черняк заявив, що законів не порушував.

### Росія
У липні 2023 року Слідчий комітет рф оголосив про початок кримінального провадження щодо холдингу Global Spirits та його бенефіціара Черняка, Слідком оголосив Черняка у розшук. Російське «слідство» вважало, що Черняк із іншими направили до ЗСУ $5,5 млн, а також, що Черняк поставив до України товари військового призначення на $1 млн.

## Статки
За версією журналу «Фокус» статки Черняка оцінювалися:
| Рік  | Млн $ |
| ---- | ----- |
| 2007 | 223   |
| 2008 | 522   |
| 2009 | 250,3 |
| 2010 | 278,1 |
| 2011 | 315,9 |
| 2012 | 243,2 |
| 2013 | 269,2 |

Журнал «Форбс» у 2021 році віддав Євгену 19 місце у списку найбагатших українців зі статком у $470 млн.

## Родина
- Батько — Олександр Борисович Черняк, співвласник Запорізького заводу кольорових металів на острові Хортиця[21]
- Дружина — Павлова Ольга Анатоліївна (нар. 1971) розлучений[4]
- Цивільна дружина — Астахова Юлія (нар. 1985)
- Олександр — син (нар. 1993)
- Іван — син (нар. 1994)
- Євгеній— син (нар. 2006)[22]
- Софія — донька (нар. 2006)